# Algarolutra
Algarolutra es un género extinto de nutria del Pleistoceno que vivió en Córcega y Cerdeña. La única especie conocida, A. majori fue atribuida originalmente al género Cyrnaonyx y a su especie tipo C. antiqua, la cual está basada en material hallado tanto en Córcega como Francia. Más tarde este material fue clasificado en su propio género aparte. A. majori es conocido a partir de material muy fragmentario.